# 大叶水榕
大叶水榕（学名：Ficus glaberrima）为桑科榕属的植物。分布在越南、热带喜马拉雅山区、缅甸、印度尼西亚、印度、泰国以及中国大陆的贵州、西藏、云南、海南、广西等地，生长于海拔550米至2,800米的地区，一般生于山谷及平原疏林中，目前已由人工引种栽培。

## 别名
万年青（河口）、池树（景东）

## 异名
- Ficus glaberrima Bl. var. pubescens S. S. Chang
- Ficus suberosa Levl. et Van.